# Kungshults sanatorium

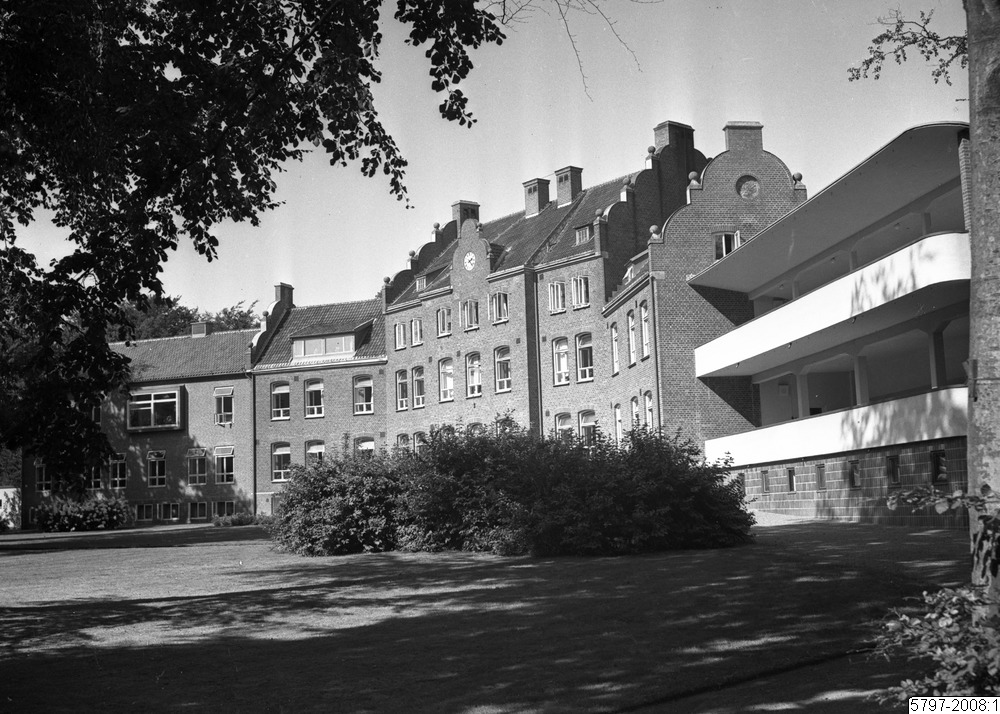
Kungshults sanatorium 1947.

Kungshults sanatorium, även kallat Helsingborgs stads sanatorium, var en sjukvårdsinrättning norr om Helsingborg i Skåne.
Framgångarna med riksinsamlingen till Kung Oscar II:s jubileumsfond år 1897 stimulerade de styrande i Helsingborg till att även de samla in medel till ett tuberkulossjukhus. Helsingborgs stad beviljade extra anslag till sjukhuset, fri tomt och parkmark. Ett sanatorium byggdes för 38 patienter som togs i bruk 1910. Det ritades av stadsarkitekten Alfred Hellerström. Det blev en röd trevånings centralbyggnad i tegel med två flyglar i två våningar. I gavlarna på dessa fanns de typiska liggverandorna. Allt med långsidan vänd mot söder. Anläggningen har byggts om och till i flera omgångar. Det har även kompletterats med paviljongbyggnader. På dessa sjukhus skulle patienterna vila, andas frisk luft, gå promenader och få näringsriktig kost. Så var behandlingen av tuberkulos under 1900-talets första del.
År 1939 byggdes sanatoriet till med en barnavdelning. De barn som var i behov av tuberkulosvård fick skolundervisning på sanatoriet.
Från 1964 ändrades verksamheten på Kungshult till vårdhem för äldre. Kungshult anses ha stort kulturhistoriskt värde och avsikten är att den drygt 100-åriga huvudbyggnaden skall bevaras liksom tillbyggnaderna från 1930- och 40-talen. 